# Sentenz
Eine Sentenz (von lateinisch sententia „Meinung, Sinn, Beschluss“) ist ein knapper, treffend formulierter, autoritätshaltiger und auf viele konkrete Fälle anwendbarer Sinnspruch, der eine vorher geschilderte Situation oder Erkenntnis in einem Satz zusammenfasst und zu allgemeiner Bedeutung erhebt. Sentenzen sind zumeist aus einem ursprünglichen literarischen Kontext der Prosa, Gedankenlyrik oder des Dramas herausgelöst.
Sentenzen sind oft sehr einprägsam. Das liegt unter anderem an ihrer syntaktischen Geschlossenheit und kurzen Präzision. Viele sogenannte geflügelte Worte sind Sentenzen.
Im Gegensatz zum  Aphorismus ist eine Sentenz allgemein verständlich.
Die Sentenz „ist ein auf einen bestimmten Fall angewandter allgemeiner Satz von meist geringer Ausdehnung und leicht einprägbarer Fassung“.

## Geschichte
In der antiken Rhetorik wurden die ersten Sentenzen gebraucht, etwa bei Tacitus, Seneca und Juvenal.
Das Sentenzenwerk des Petrus Lombardus – eine umfangreiche, mehr als tausend Kapitel umfassende Sammlung von Texten und Meinungen der christlichen Kirchenväter – war ein einflussreiches Lehrbuch der mittelalterlichen Theologie (Hochscholastik) und wurde von zahlreichen Theologen des Mittelalters, so bei Bonaventura und Thomas von Aquin, kommentiert.
Bei Juden und Arabern ist die Sentenz „der Inbegriff der Sittenlehre und Lebensweisheit“, die „theils auf dem Wege der Abstraction, theils auf dem einer freien Reflexion gewonnen“ wird.
Vorwiegend Friedrich Schiller hat das Stilmittel der Sentenz (im antiken Sinne) in der Weimarer Klassik eingesetzt. Zahlreiche Sentenzen finden sich auch in den Werken Shakespeares.
Eine hohe Rolle spielt die Sentenz neben der Redewendung in der chinesischen Sprachkultur, wo Kenntnis und Verwendung oft jahrtausendealter Sentenzen zur gehobenen Bildung gehört, etwa derer aus den Fünf Klassikern.
Die Sentenz ist ein sogenanntes Apophthegma.

## Beispiele
- „Die Axt im Haus erspart den Zimmermann.“ (Schiller, Wilhelm Tell)
- „Ernst ist das Leben, heiter die Kunst.“ (Schiller, Wallenstein)
- „Ohne Fleiß kein Preis.“
- „Der Apfel fällt nicht weit vom Stamm.“
- „Was du heute kannst besorgen, das verschiebe nicht auf morgen.“